# Euphorbia cuprispina
Euphorbia cuprispina är en törelväxtart som beskrevs av Susan Carter. Euphorbia cuprispina ingår i släktet törlar, och familjen törelväxter. Inga underarter finns listade i Catalogue of Life.